# Granulicella arctica
Granulicella arctica es una bacteria gramnegativa del género Granulicella. Fue descrita en el año 2012. Su etimología hace referencia a ártico. Es aerobia e inmóvil. Tiene un tamaño de 0,5 μm de ancho por 0,8-1,4 μm de largo. Catalasa positiva y oxidasa negativa. Forma colonias circulares, convexas, lisas y de color rosa en agar R2A. Temperatura de crecimiento entre 4-28 °C, óptima de 21-24 °C. Es sensible a rifampicina, kanamicina, lincomicina, tetraciclina y novobiocina. Resistente a ampicilina, eritromicina, cloranfenicol, neomicina, gentamicina, polimixina, penicilina, estreptomicina y bacitracina. Tiene un contenido de G+C de 57,5%. Se ha aislado de suelo de la tundra en Kilpisjärvi, Finlandia. 